# Once Only Imagined
Once Only Imagined è il primo studio album della band Melodic death metal/metalcore canadese The Agonist, pubblicato nel 2007 dall'etichetta Century Media Records.
Il video di "Business Suits and Combat Boots" è stato girato dal regista David Brodsky, il quale ha lavorato con band quali Strapping Young Lad, Gwar, God Forbid. Il video si è posizionato sesto nella classifica dei video dell'anno 2007 su MTV2's Headbanger's Ball.

## Tracce
1. Synopsis – 0:32
2. Rise and Fall – 4:02
3. Born Dead; Buried Alive – 4:32
4. Take a Bow – 4:05
5. Trophy Kill – 3:39
6. Business Suits and Combat Boots – 5:27
7. Serendipity – 3:42
8. Memento Mori – 3:09
9. Void of Sympathy – 4:21
10. Chiaroscuro – 1:06
11. Forget Tomorrow – 3:37

Traccia bonus dell'edizione giapponese
1. Feel No Guilt – 4:41

## Video Musicali
- Business Suits and Combat Boots

## Formazione
- Alissa White-Gluz – voce
- Danny Marino – chitarra
- Chris Kells – basso
- Simon McKay – batteria